# У фіналі Джон помре
«У фіналі Джон помре» (англ. John Dies at the End) — комедійний роман жахів, написаний Джейсоном Паргіном (під псевдонімом Девід Вонг), який був вперше опублікований в Інтернеті, в 2001 році. Рукопис, після редагування в 2004 році, був виданий Permuted Press в м'якій обкладинці в 2007 році. За оцінками, 70000 осіб прочитало всі три безкоштовні онлайн версії, перш ніж вони були зняті з вільного доступу в вересні 2008 року. Видавництво Thomas Dunne Books видало роман з додатковими матеріалами у твердій палітурці 29 вересня 2009 року. Сиквел, «Ця книга сповнена Павуків: Серйозно, чувак, не торкайтеся її», був виданий в 2012 році.

## Сюжет
Герої роману, друзі Джон і Дейв проживають в невідомому містечку на Середньому Заході Сполучених Штатів.
Історія починається, коли Дейв розповідає про незвичайні події, що відбулися з ним кореспонденту на ім'я Арні. Перша історія розповідає про те, як Дейв іде допомогти музичній групі Джона на вечірці за межами міста. На вечірці Дейв знаходить собаку Моллі і зустрічає дивного «ямайця», який торгує наркотиком під назвою «Соєвий соус». Після прийому наркотику Джон починає бачити дивні речі. Джон отримує дзвінок від Джона, який, здавалося, мав «прихід» і вирішує повезти друга до лікарні. В авто Дейву знов дзвонить Джон, який сидить в метрі від нього і не має слухавки. Тож, приятелі вирішують поїхати до дому «Великого Джима» Саллівана і його сестри Емі, щоб повернути Моллі господарям. Емі турбується, бо Джим ще не прийшов з вечірки. Дейв і Джон повертають собаку та йдуть в відео-магазин, де працюють.
У магазині Дейв випадково натикається на шприц, що містить дозу «соєвого соусу», що належить Джону, і починає відчувати щось незвичне. Дейв і Джон потрапляють в поліцейську дільницю на допит щодо інших людей, які так само брали препарат, і тепер пропали або померли. Під час допиту Джон помирає, і його доставляють в лікарню. Дейв отримує ще один дивний телефонний дзвінок, з якого дізнається, що йому слід йти до псевдо-ямайському фургону. Дейв знаходить схованку з наркотиком «соєвий соус», але його накриває поліція. В Дейва стріляють, проте через дію «соусу» він бачить, як у минулому трапився випадок на підприємстві з виготовлення куль, тому саме ця куля не може вбити Дейва. Моллі рятує його з палаючого трейлера і призводить його до коматозного тіла Джона, який був викрадений злими силами на шляху в Лас-Вегас. Приятелів везуть до Люксор Готелю, де має відбутися конференція з доктором Марконі, фахівцем з паранормальних явищ. Доктор Марконі, разом з Джоном і Дейвом перемогають зло, шляхом перетворення статуї з льоду у святу воду і виганяють зло з нашого світу.
Друга історія про яку Дейв розповідає Арні, трапилася через рік після перемоги в Люксор. Дейва і Джона викликають, щоб допомогти розслідувати дивну смерть, пов'язану з Моллі. Виявляється, що зло знаходиться на волі знову серед людей у вигляді спортивного репортера, Денні Векслера, який був вражений, ймовірно, після того, як вжив «соєвий соус». За допомогою подруги Векслера, Кріссі, Джон і Дейв отримують автомобіль і відправляються в погоню за людиною, що складається з комах, це приводить їх до занедбаного торгового центру, де вони зустрічаються з тим, хто викрав тіло Векслера. Там зло опановує Дейвом, але, в кінцевому рахунку, воно знову переможене.
Третя історія починається наступного літа, коли Дейв зауважує, що хтось спостерігає за ним через його телевізор. Побоювання посилюються, після того як одним зимовим вечором у героя трапляється провал у пам'яті, і в цей же час пропадає знайома обох друзів, Емі Салліван. Поки вони розслідують зникнення, Дейв починає підозрювати, що він, можливо, вбив її, і сховав тіло в сараї; бачачи щось схоже на мертве тіло, він майже в цьому впевнений. Раптово Емі з'являється, однак, це лише ускладнює ситуацію. Зрештою, Дейв примириться з тим, що його зустрічі з паранормальних необоротно вплинули на нього.
В фіналі Дейв демонструє коресподентові дію «соєвого соусу» і йде разом з ним до машини, щоб остаточно переконати його в тому, що існує щось, що за межами нашого розуміння.

## Персонажі
- Дейв (Девід Вонг) — головний герой водночас є і автором роману, тож розповідь йде від першої особи. Дейв не відразу вірить або довіряє людям. Одночасно з його сарказмом і гіркотою, він навмисно ускладнює наближення, можливо, це випливає з того, що Дейв був усиновлений, його мама перебувала в психічному закладі, а його біологічний батько невідомий.

- Джон («Сир») — найкращий друг Дейва. Джон — ексцентричний, алкоголік і наркоман, у якого не входить дового залишатися на одній роботі. Він намагається жити якнайбільш гучним і шаленим життям, що призводить до перебільшень для драматичного ефекту. Дейв каже, що його друг живе під фальшивим ім'ям, «Джон» вважається одним з найпоширеніших імен в світі.

- Емі Салліван — роздратована дівчина, яка потребує допомоги Джона та Дейва. Дейв починає історію, вважаючи, що Емі — це людина з розумовими вадами або особливими потребами, тендітна маленька сестра «Великого Джима» Салліван. Дейв знав Емі з програми корекції поведінки і несе відповідальність за її невтішне прізвисько «Огірок» через свою звичку блювоти, як морські огірки. Емі і Дейв обидва невдахи, через усвідомлення цього у них зав'язуються романтичні стосунки. Дейв намагається дізнатися Емі, поступово зближуючись з нею. Її сором'язливе, а часом і дивну поведінку найчастіше можна пояснити дією ліків, які вона приймає після автокатастрофи.

- Моллі — собака, яку взяв до себе Дейв, «Ірландська руда собачка», раніше її господинею була Емі. Моллі — спокійний собака, але таємничим чином пов'язана з надприродними подіями, які проходять через книгу. Крізь неї проходить дух Джона і вона теж відчуває наслідки соєвого соусу. У другому акті здається, що вона відповідальна за вбивство, в той час як вона знаходиться під наглядом Кріссі Лавлейс, незабаром собака вмирає, говорячи людською голосом про Коррока. У третьому акті книги собака гине, але пізніше з'ясовується, що це був двійник, так як сама Моллі весь час перебувала під опікою Емі.

- Дженіфер Лопес — колишня дівчинка Дейва (а не актриса зі схожим ім'ям). Джен була первинним персонажем у першому акті книги, і жила з Дейвом протягом 6 місяців після інциденту в Лас-Вегасі. Вона розлучилася з Дейвом після деяких аргументів про помилкову тривогу вагітності. В даний час вона живе зі своїми друзями та рідко контактує з Дейвом. Хоча Джен мала досвід роботи з соєвим соусом, вона відмовилася визнати свої побічні ефекти. Їй не подобається Джон через його постійне нагадування про страшні події Вегаса. Коли Джон нагадує Дейву про надприродні події в ресторані, вона плаче.

- Кріссі Лавлейс — втягується в історію з Джоном і Дейвом після вбивства свого сусіда в другому акті книги. Вона є тимчасовим власником Моллі і має романтичний зв'язок з Дені Векслером. При дослідженні зв'язку Векслера з соєвим соусом, її християнська віра виявляється корисною, коли Дейвом опановує Коррок в покинутому торговому центрі. Пізніше вона посилає своє намисто з хрестом Дейву.

- Арні БлондСтоун — журналіст, який досліджує паранормальні справи, Арні Блондстоун зв'язується з Дейвом через Емі. Розмова Дейва з Арні виступає в ролі обрамлення твору. Він є дуже скептичним індивідом, що, як видається, є складним завданням для Дейва, переконати Арні у існуванні паранормального.
- Коррок — вважається злим божеством, якому поклоняються кілька різних культур, Коррок виступає в ролі головного антагоніста роману, при цьому багато демонів зустрічаються з Дейвом і Джоном у романі, виступаючи як його слуги. Коррок зображений багатьма способами, як фізичним, так і метафоричним.

- Доктор Альберт Марконі — колишній священик Альберт Марконі досліджував паранормальну активність, і в його подорожах став дуже вправним у всіх надприродних сферах. Його вперше зустрічають в Лас-Вегасі, де його знання про окультне становище примушує багатьох демонів покинути людський вимір.

- Джеймс «Великий Джим» Салліван — старший брат Емі Салліван, «Великий» Джим — релігійний колишній однокласник Давида та Джона, а також прихильник фантастики та спецефектів.

- Купа — один з надприродних посіпак Коррока. Натуральна форма Купи складається з рою дрібних, білих інсектоїдів, порівнянних з паличками, описаними в криптозоологічних теоріях, проте він також може приймати будь-яку форму, як наприклад людську.

- Детектив Луоренс «Морган Фрімен» Еплтон — детектив у неназваному поліцейському департаменті. Еплтон запитує Дейва про дію «соєвого соусу» і швидко усвідомлює небезпечно надприродні аспекти його справи. Дейв подумки порівнює його з актором Морганом Фриманом, назвавши детектива так в своєму оповіданні, хоча зовні схожість з актором не велика.

## Продовження
Перша частина сиквела, Джон і Дейв і Храм X'al'naa'thuthuthu[прояснити] була спочатку розміщена на офіційному вебсайті. Потім була знята, але вивішена ще раз автором, 17 лютого 2009 року, в зв'язку з великим попитом. Ця історія в черговий раз була видалена з сайту станом на 3 липня 2010 року. Вонг заявив в кінці 1 частини, що назва наступного видання буде, ймовірно, буде називатися «Джон і Дейв і п'ята стіна». 28 серпня 2011 року було оголошено, що сиквел буде називатися «Ця книга сповнена павуків». «Ця книга сповнена павуків: Серйозно чувак, не торкайтеся її». Книга вийшла 2 жовтня 2012 року.
Третя книга серії була видана 3 жовтня 2017 року під назвою «Що за дідько я щойно прочитав: роман космічного жаху».

## Екранізація
Режисер Дон Коскарелі придбав права на фільм до книги, а потім написав і зрежисерував однойменну екранізацію.
Зйомки почалися 21 жовтня 2010 року. Найбільш відмомими зірками фільму є Пол Джаматті, що зіграв Арні Блондестон та Кленсі Браун, у ролі доктора Марконі, Джаматті також виступив як виконавчий продюсер. Актори Чейз Вільямсон і Роб Майєс грають головні ролі Дейва і Джона, відповідно.
Прем'єра фільму відбулася на кінофестивалі Sundance 2012 року 24 січня 2012 року.